# Okalina-Wieś
Okalina-Wieś – wieś w Polsce położona w województwie świętokrzyskim, w powiecie opatowskim, w gminie Opatów.
Wieś stanowi sołectwo o tej samej nazwie.
Nazwę pierwotną Okalina zmieniono urzędowo z dniem 01.01.2008 roku na Okalina-Wieś.
W latach 1975–1998 miejscowość położona była w województwie tarnobrzeskim.

## Historia
Pierwsze wzmianki o wsi Okalina, pochodzą z roku 1206.
Wieś funkcjonowała jako dobra kościelne (własność klasztoru w Sulejowie) z nadania Wincentego Kadłubka z 1206 roku, aż do okresu rozbiorów w XVIII wieku.
W roku 1315 Władysław Łokietek potwierdził własność klasztoru wobec domagania się o wieś przez Jadwigę, wdowę po Jakubie, synu Mojka. Dwór w Okalinie należał przez wieki do uposażenia biskupa sandomierskiego.
Folwark Okalina był prawie cały czas dzierżawiony. Dopiero po upadku Powstania Styczniowego w 1863 roku został przejęty przez skarb państwa rosyjskiego i część jego majątku w 1864 roku została nadana chłopom zamieszkującym wieś na zasadzie ukazu uwłaszczeniowego.

Dwór w Okalinie został po nadaniach chłopskich sprzedany generałowi rosyjskiemu. Wdowa po generale w 1926 roku rozparcelowała pozostały jej majątek ziemski.
W roku 1936 grunty wsi podlegały komasacji urzędowej, w wyniku czego zasadniczo zmieniły się granice własności i często miejsce lokalizacji zagrody danego gospodarstwa.